# Нижчі рослини
Ни́жчі росли́ни, або сла́неві росли́ни (Thallobionta, або Thallophyta)  — за прийнятою раніше класифікацією одне з двох підцарств рослинного світу. Включає одно- та багатоклітинні організми, тіло яких, так звана слань, або талом, на відміну від вищих рослин, не поділене на корінь, стебло і листки, має просту будову. Розміри нижчих рослин коливаються від кількох нанометрів до 40 м. До нижчих рослин відносили бактерії, актиноміцети, міксоміцети, водорості й лишайники, загалом близько 200 тисяч видів поширених по всій земній кулі в найрізноманітніших біотопах. Серед нижчих рослин є гетеротрофи (голозойні, сапрофіти, паразити), автотрофи (хемо- та фото-), фіксатори атмосферного азоту. Розмноження нестатеве (вегетативне та спеціалізованими клітинами  — спорами) і статеве. Статевий процес  — галогаметогамія (ізогамія, гетерогамія, оогамія), кон'югація. Органи розмноження (спорангії, гаметангії) майже завжди одноклітинні.